# Мы (banda)
Мы (Nosotros) es un grupo musical ruso-israelí de Dreampop.

## Historia

### Miembros del dueto
Los miembros iniciales del grupo incluían a Daniel Shaikhinurov y Eva Krause, anteriormente conocido como Ivanchikhina. 
Daniel vivió hasta 2013 en Ekaterimburgo, donde, además de participar en su propio grupo Red Delishes, colaboró con Both Two y Sansara.  Más tarde, Daniel creó el dueto La Vtornik , se unió al trío OQJAV y se mudó a Moscú. La creatividad Shayhinurova le gusta el exeditor en jefe "de la revista GQ" Michael Idowu , que invitó a los músicos a participar en el trabajo en la banda sonora de la serie de televisión " Los optimistas ".
Eva Krause vivió en Rostov-on-Don, después de lo cual se mudó con sus padres a Israel, donde continuó sus estudios. También es una conocida bloguera en su cuenta @fraukrauze de Instagram.

### Creación
El proyecto "мы" (Nosotros) se originó en 2016, después de que Daniel prestó atención a la canción de Eva en su Instagram y ofreció hacer una grabación conjunta. En poco tiempo, el dúo lanzó un álbum doble "Distancia", un miniálbum y algunos sencillos. Después de lanzar el primer disco en la primavera de 2017, el grupo organiza una gira por los clubes rusos. En septiembre, se lanzó un nuevo video para la canción "Maybe", que ha obtenido más de 10 millones de visitas en YouTube.  Además de los fanáticos de la música pop, el grupo se percata y se deja con críticas alentadoras de Mikhail Kozyrev y Yuri Dud.
La revista Village incluyó al grupo en la lista de artistas cuyos álbumes se esperan con mayor interés en 2018, y considera al dúo uno de los principales descubrimientos del indie pop de habla rusa de 2017. " Afisha.ru " llamó al dueto "el grupo más conmovedor de 2017".

### Ruptura del grupo
22 de enero de 2018 Estudiante de 19 años de la Universidad Técnica del Estado de Moscú. Bauman Artyom Iskhakov asesinó y violó a una estudiante de 19 años de la Escuela Superior de Economía Tatiana Strakhova.  Después de que se quitó la vida, dejando una nota de suicidio en el que se indica que la letra percibidas "tal vez" como una llamada para el asesinato: "Lo siento, tengo que matarte, porque la única manera de que sabrá con seguridad que nada entre nosotros y nunca no será posible ".
Al día siguiente, la red lanzó una petición para prohibir la canción que llevó al joven al crimen.  Los participantes del dúo "Мы" pidieron una disculpa y son responsables de sus acciones.  En respuesta, Daniel Shaikhinurov pidió no asociar la creatividad con la tragedia.  Eva Krause también comentó sobre lo que sucedió en su Instagram.
El 26 de enero de 2018 en la página de VKontakte, el grupo "Nosotros" anunció el cese de la actividad, adjuntando una nueva canción "Estrellas" al post.  Según Daniil Shaikhinurov, los desacuerdos sobre temas creativos, no la reciente tragedia, fueron la causa del colapso.  En una entrevista con Rain , dijo que Eva Krause iba a cerrar el proyecto hace unos meses debido al conflicto en torno a la nueva canción.

### Reanudación de actividades.
El 1 de febrero de 2018, Daniel Shaikhinurov cantó la canción del escándalo especialmente para Lenta.ru.
A pesar del anuncio del colapso, el 14 de febrero, el grupo publicó una nueva canción, "Raft". Dos semanas después, los músicos anunciaron el lanzamiento de un nuevo álbum en la primavera de 2018, así como una gira por las ciudades de Rusia , Ucrania y Bielorrusia.

### Cuidado de eva krause
Desde noviembre de 2018, Eva ha dejado de aparecer en las pistas "Nosotros", comenzando una carrera en solitario.  Más tarde dijo que ya no planea trabajar con Daniel.

## Discografía

### Álbumes
- Расстояние (2017)
- Расстояние. Part 2 (2017)
- Ближе (2018)
- Ближе. Part 2 (2018)

### EP
- Расстояние. Part 3 (2017)
- Зима (2018)

### Sencillos
- Demo (2016)
- Таю (2017)
- Рядом (2018)
- Дети (2018)
- Время (2019)
- Утро (2019)
- Нелюбовь (2019)

## Enlaces
- Datos: Q48955194